# Homerova fobie
Homerova fobie (v anglickém originále Homer's Phobia) je 15. díl 8. řady (celkem 168.) amerického animovaného seriálu Simpsonovi. Scénář napsal Ron Hauge a díl režíroval Mike B. Anderson. V USA měl premiéru dne 16. února 1997 na stanici Fox Broadcasting Company a v Česku byl poprvé vysílán 2. března 1999 na stanici ČT1.
Jde o první epizodu seriálu, která se celá točila kolem homosexuální tematiky. Sklidila pozitivní ohlas kritiky jak pro svůj humor, tak pro své poselství proti homofobii. Získala čtyři ocenění, včetně ceny Emmy za nejlepší animovaný pořad (za pořad do jedné hodiny) a Mediální ceny GLAAD za nejlepší epizodu televizního seriálu v roce 1998. 

## Děj
Simpsonovi potřebují 900 dolarů na opravu plynového potrubí poté, co jej Bart poškodí. Marge se snaží prodat rodinné dědictví – „autentickou“ panenku z americké občanské války – do Cockamamie's, obchodu se sběratelskými předměty. Marge je zklamaná, když jí John, majitel obchodu, prozradí, že její vzácná památka je laciná láhev od alkoholu, která nemá velkou hodnotu. Marge, Homer, Bart a Líza si Johna okamžitě oblíbí a pozvou ho do domu Simpsonových, aby si prohlédl další předměty, které rodina vlastní. 
Druhý den ráno Homer řekne Marge, že se mu John líbí, a navrhne, aby ho i s „jeho ženou“ někdy pozvali k sobě. Když Marge Homera informuje, že John je gay, je zděšen. Homerův postoj k Johnovi se zcela změní a odmítne se připojit k prohlídce Springfieldu, kterou John uspořádal. Zbytek rodiny se k Johnovi na prohlídku připojí a užívá si jeho společnosti. Bart začne nosit havajské košile a tančit v dámské paruce, což v Homerovi vyvolá podezření, že Bart je gay. 
V naději, že se Bartovi budou líbit dívky, ho Homer donutí dívat se na billboard s cigaretami, na kterém jsou spoře oděné ženy. To se mu vymstí, když Bart zatouží po slim cigaretách, které jsou považovány za zženštilé, protože jsou prodávány ženám. Homer vezme Barta do ocelárny, aby si užil mužného prostředí; všichni zaměstnanci jsou však gayové, což Homer zjistí, když se ocelárna o pauze změní v gay diskotéku. 
Zoufalý Homer vezme Barta s Vočkem a Barneym na lov jelenů. Když nemohou najít žádného jelena, rozhodnou se místo toho střílet soby v Santově vesnici. Sobi na lovce prudce zaútočí a ti kvůli opravdovému strachu upustí od svého machistického vystupování. John s pomocí Lízy a Marge použije japonského robota Santa Clause, aby soby zastrašil a lovce zachránil. Homer je Johnovi vděčný za záchranu jejich životů. Když John všechny odveze domů, řekne Homer Bartovi, že mu nevadí, jakkoli se rozhodne žít svůj život. Bart je zmatený, dokud mu Líza nevysvětlí, že si Homer myslí, že jeho syn je gay. Bart je ohromen, když jejich auto odjíždí s hymnou homosexuálů.

## Produkce
Původní koncept epizody vycházel z několika nápadů na seriál, které napsal George Meyer. Jeden z nich zněl „Bart homosexuálem“ a pro napsání epizody byl vybrán Ron Hauge, přičemž příběh vycházel právě z této poznámky. Myšlenka využít jako hostující hvězdu filmaře Johna Waterse se objevovala již delší dobu. Mnoho členů štábu bylo fanoušky jeho tvorby a showrunneři Bill Oakley a Josh Weinstein ho plánovali využít v epizodě s názvem Líza a tábor, která by se točila kolem Lízy „objevující radosti z věcí k táboření“. Jejich nápad byl spojen s Meyerovým a vznikla z toho tato epizoda. Epizoda se původně jmenovala Bart jede na tábor, ale byla přejmenována, protože vtip byl příliš okatý. Mike B. Anderson epizodu režíroval a pro The Gold Coast Bulletin uvedl: „Když jsem si přečetl scénář, byl jsem nadšený, nejen kvůli vizuálním možnostem, ale také proto, že příběh mi připadal velmi pevný. Byl poutavý a překvapivý a já jsem do té epizody opravdu vložil srdce.“
Waters pozvání k hostování přijal okamžitě s tím, že když to bylo dost dobré pro herečku Elizabeth Taylorovou, která se objevila v epizodách čtvrté série Lízino první slovo a Šáša Krusty je zrušen – Šáša Krusty má padáka, je to dost dobré i pro něj. Žertoval však o negativní reakci, pokud by jeho postava vypadala jako instruktor fitness Richard Simmons. Johnův vzhled byl z velké části založen na Watersově vlastním vzhledu; z animačních důvodů byl Watersův knír změněn z rovného na zakřivený, aby nevypadal jako chyba.
Podle Oakleyho měl cenzor společnosti Fox námitky proti vysílání Homerovy fobie. Obvyklý postup je takový, že se scénář epizody pošle cenzorovi a pak se mu faxem vrátí zpět se seznamem replik a slov, která by měla být nahrazena. Tato epizoda se však vrátila s dvoustránkovými poznámkami týkajícími se téměř každého řádku scénáře. Cenzoři uvedli, že se jim nelíbí použití slova „gay“ a vůbec diskuze o homosexualitě, a uzavřeli to odstavcem, v němž se uvádělo, že „téma a obsah této epizody jsou pro vysílání nepřijatelné“. Obvykle se poznámky cenzorů ignorují, protože urážlivé hlášky a problémy se řeší až po animaci epizody. V tomto případě byla za problematickou považována celá epizoda, takže ji tímto způsobem nebylo možné vyřešit. Z cenzorských problémů nakonec sešlo, protože když se epizoda vrátila z animace v Jižní Koreji, tehdejší prezident Foxu byl právě propuštěn a vyměněn, přičemž byli vyměněni i cenzoři. Noví cenzoři poslali zpět pouze jednu větu: „Přijatelné pro vysílání.“
Scénu s ocelárnou napsal Steve Tompkins. Nejprve navrhl, že se Homer a Bart setkají s nákladními loděmi, ale bylo příliš pracné animovat nakládku lodí, a tak byla místo toho použita ocelárna. Tompkins také napsal jiný třetí akt epizody, který však nebyl nikdy realizován. Místo toho, aby se Homer, Bart, Barney a Vočko vydali na lov jelenů a skončili v Santově vesnici, měli se vrátit do ocelárny. Tam by se Homer pokusil dokázat svou heterosexualitu tím, že by s některými dělníky z ocelárny uspořádal soutěž v tahání lidského traktoru. Od toho bylo upuštěno, protože scenáristé zjistili, že to k ději nic nepřidává.

## Kulturní odkazy
Epizoda obsahuje řadu kulturních odkazů. Píseň „Gonna Make You Sweat (Everybody Dance Now)“ od C+C Music Factory zazní v epizodě dvakrát: poprvé, když se ocelárna promění v diskotéku, a podruhé při alternativních závěrečných titulcích. Homerova sbírka desek obsahuje hudbu od The New Christy Minstrels a The Wedding of Lynda Bird Johnson, alba Loony Luau a Ballad of the Green Berets od štábního seržanta Barryho Sadlera. Píseň, kterou vybere John a na kterou s Homerem tančí, je „I Love the Nightlife“ od Alicie Bridgesové a píseň, na kterou tančí Bart, se jmenuje „The Shoop Shoop Song (It's in His Kiss)“ od Betty Everettové. Když je John představován, v pozadí leží plastový růžový plameňák, což je odkaz na film Johna Waterse Růžoví plameňáci. Mezi předměty v Johnově obchodě patří několik knoflíků podporujících politické kampaně Richarda Nixona, Dana Quayla a Boba Dola a také vydání TV Guide, které vlastnila Jacqueline Kennedyová Onassisová a na jehož obálce jsou titulní postavy ze sitcomu Laverne & Shirley. Když John vezme rodinu Simpsonových na projížďku po springfieldské nákupní čtvrti, upozorní na obchod, kde si podle něj mexická filmová herečka Lupe Vélezová koupila záchod, ve kterém se utopila. To je odkaz na městskou legendu, podle níž byla Vélezová nalezena mrtvá s hlavou v záchodě v den své sebevraždy v roce 1944.

## Přijetí

### Hodnocení a ocenění
V původním vysílání se Homerova fobie umístila na 47. místě v týdenní sledovanosti v týdnu od 10. do 16. února 1997 s ratingem 8,7 podle společnosti Nielsen. Byl to čtvrtý nejlépe hodnocený pořad na stanici Fox Network v tomto týdnu. Epizoda získala cenu Emmy za nejlepší animovaný pořad (za pořad trvající hodinu nebo méně) v roce 1997. Mike Anderson získal cenu Annie za nejlepší individuální výkon: režie v televizní produkci a cenu WAC za nejlepší režii seriálu na World Animation Celebration 1998. Sdružení Gay and Lesbian Alliance Against Defamation označilo epizodu za „zářný příklad toho, jak přinést do televize inteligentní, spravedlivé a vtipné zobrazení naší komunity“, a udělila jí Mediální cenu GLAAD za nejlepší televizní epizodu seriálu. Několik animovaných částí z této epizody bylo v roce 2001 vybráno k vystavení v Silver K Gallery v australském Melbourne.

### Recenze kritiků a analýzy
Homerova fobie je uváděna jako významná součást zkoumání témat lesbické, gayské, bisexuální a transgenderové (LGBT) orientace v seriálu Simpsonovi. V seriálu se objevilo několik odkazů na homosexualitu ještě před odvysíláním této epizody. V epizodě Homerova dobrá víla z roku 1990 se postava Karla (namluvená Harveym Fiersteinem) líbá s Homerem, zatímco postava Waylona Smitherse je často ukazována jako zamilovaná do svého šéfa Montgomeryho Burnse, zpočátku sugestivně a od té doby otevřeněji. Homerova fobie však byla první epizodou, která se celá točila kolem homosexuálních témat. Dvě pozdější epizody, které se zabývaly LGBT tematikou, byly Čtyřprocentní trojka a Svatby podle Homera.
Když byla epizoda odvysílána, obdržel produkční tým „jen velmi málo“ stížností na její obsah, většina ohlasů byla pozitivní. Alan Frutkin o epizodě pozitivně napsal v magazínu The Advocate, který se věnuje LGBT tématům, a označil ji za „klasickou epizodu Simpsonových“. Warren Martyn a Adrian Wood ve své knize I Can't Believe It's a Bigger and Better Updated Unofficial Simpsons Guide uvedli, že „jen Simpsonovi to dokázali udělat s takovým nadhledem, že se nad tím nikdo nemohl rozčilovat. Vskutku velmi dobře.“ Matthew Henry v knize Leaving Springfield ocenil, že epizoda kritizuje „nejčastější mylnou představu o homosexualitě: totiž že homosexualita je nějakým způsobem nakažlivá“ stejně jako její další témata. Catharine Lumbyová z univerzity v Sydney uvedla epizodu jako příklad dobré satiry, protože „dokázala prozkoumat spoustu [homosexuálních] otázek docela hlubokým způsobem (…), aniž by byla otevřeně politická“, což podle ní spolu s humorem epizody způsobilo, že její poselství proti homofobii bylo úspěšnější než u jiných pořadů s homosexuální tematikou, jako je Queer as Folk. Todd Gilchrist ve své recenzi DVD The Simpsons – The Complete Eighth Season uvedl, že epizoda „se určitě kvalifikuje jako jedna z nejlepších epizod všech dob“.
V roce 1998 díl časopis TV Guide zařadil na seznam 12 nejlepších epizod Simpsonových, v žebříčku 25 nejlepších epizod Simpsonových časopisu Entertainment Weekly se umístila na 5. místě. V roce 2003 uveřejnil deník USA Today seznam 10 nejlepších epizod vybraných správcem webu The Simpsons Archive, kde se tato epizoda umístila na desátém místě, server IGN.com označil vystoupení Johna Waterse za deváté nejlepší hostování v historii seriálu, časopis TV Guide ho označil za třetí nejlepší hostující hvězdu spojenou s filmem. V článku z roku 2008 časopis Entertainment Weekly označil Waterse za jednu z 16 nejlepších hostujících hvězd Simpsonových. John Patterson z deníku The Guardian napsal: „Watersovo vystoupení mi připadalo jako vrcholné setkání nejvlivnějších osobností popkultury posledních 25 let.“ Když byli Simpsonovi roku 2019 přidáni do nabídky Disney+, bývalý scenárista a výkonný producent Simpsonových Bill Oakley označil tuto epizodu za jednu z nejlepších klasických simpsonovských epizod, které lze na této službě sledovat.
Naopak v roce 2002 autoři časopisu Off the Telly Steve Williams a Ian Jones označili epizodu Homerova fobie za jednu z pěti nejhorších epizod seriálu Simpsonovi s tím, že „zanechává takovou odpornou pachuť v ústech“, protože Homer se v průběhu epizody chová „jednoduše jako hajzl“. Dvojice na závěr uvedla, že „tuto stránku seriálu jsme dosud neviděli a ani jsme ji nijak zvlášť vidět nechtěli.“ V červnu 2003 Igor Smykov zažaloval ruskou televizní stanici REN TV na základě tvrzení, že Simpsonovi jsou spolu s Griffinovými „morálně zdegenerovaní a propagují drogy, násilí a homosexualitu“. Jako důkaz byl soudci promítnut díl Homerova fobie, který měl dokázat, že Simpsonovi propagují homosexualitu, a proto by se na kanálu neměli znovu vysílat. Žaloba byl po jednom dni zamítnuta.